# Борівський заказник (Харківська область)
Борівський — ботанічний заказник місцевого значення. Об'єкт розташований на території Борівської селищної громади Ізюмського району Харківської області, Борівське лісництво, квартали 85, 137.
Площа — 18 га, статус отриманий у 1984 році.
Охороняється ділянка вербово-тополевого лісу природного походження на зниженій частині борової тераси долини р. Оскіл. Тут зростають тополя чорна, верба біла, зарості чагарникових верб. Трапляються угруповання лучно-болотної рослинності із Зеленого списку Харківщини: лепехи звичайної та кермека замшевого. Зростає багато видів цінних лікарських рослин.
Заказник увійшов до складу регіонального ландшафтного парку «Червонооскільський».